# Centrum Konferencyjne Tel Awiwu

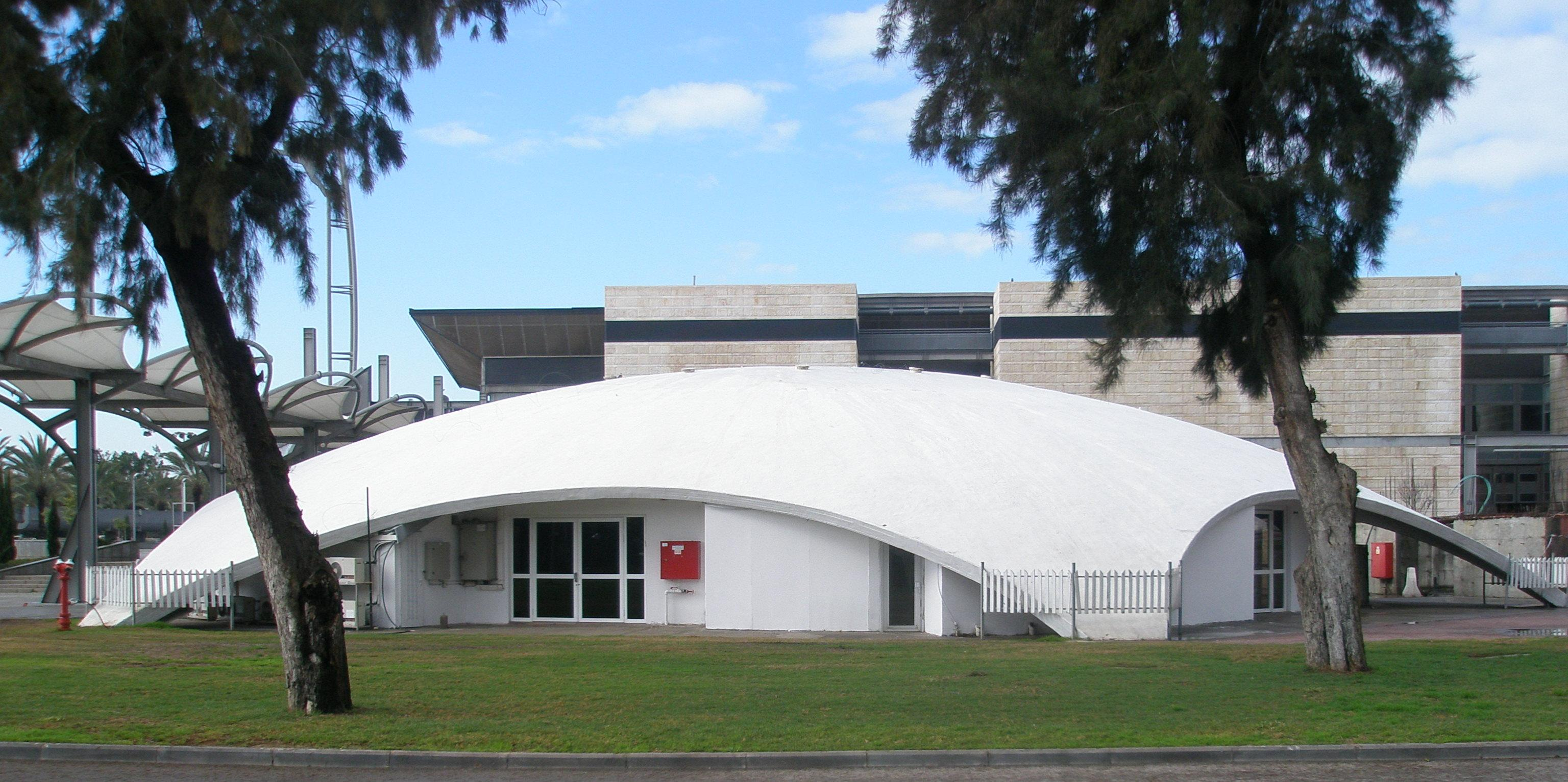
Targi Izraela & Centrum Kongresowe

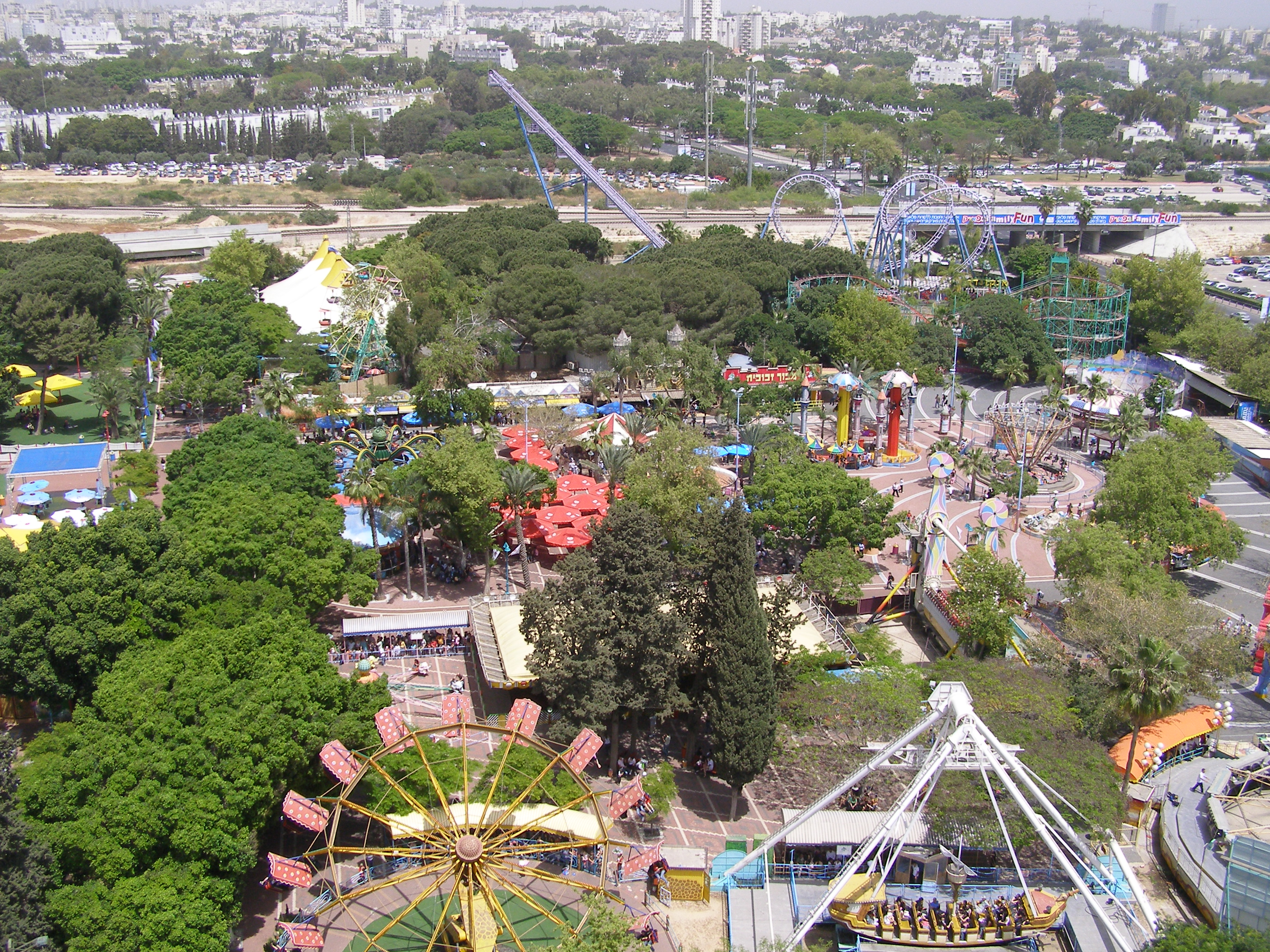
Luna Park Tel Awiw

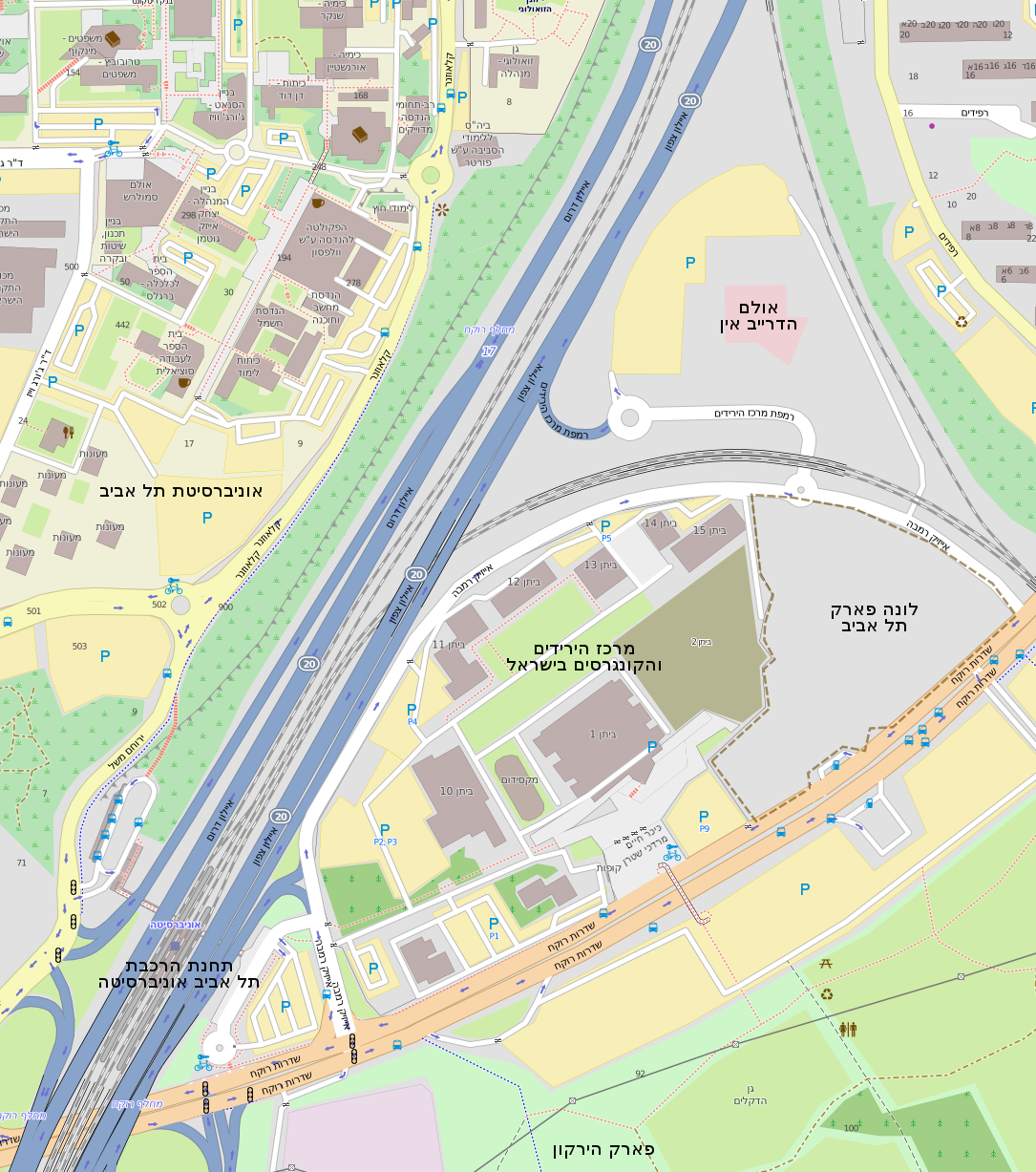
Plan Expo Tel-Awiw z lotu ptaka

Centrum Konferencyjne Tel Awiwu (hebr. מרכז הירידים תל אביב; ang. Tel Aviv Convention Center), (alternatywna nazwa Expo Tel-Awiw, dawniej jako Targi Izraela & Centrum Kongresowe) – zespół hal wystawienniczych położony w osiedlu Kirjat ha-Muze’onim w mieście Tel Awiw, w Izraelu.
Targi Izraela istnieją od 1932 i są jednym z najdłużej działających na Bliskim Wschodzie organizatorów targów. Obecnie kalendarz targowy obejmuje niemal 60 wydarzeń. Każdego roku imprezy odwiedza blisko 2,5 miliona zwiedzających.

## Położenie
Nowoczesny kompleks targowy jest położony na północ od rzeki Jarkon, w bezpośrednim sąsiedztwie Kampusu Uniwersytetu Telawiwskiego i Muzeum Ziemi Izraela.

## Historia
Centrum wystawiennicze zostało utworzone w 1932, przed przygotowywanymi na 1934 targami bliskowschodnimi w Tel Awiwie. Szereg pawilonów wystawowych ustawiono wówczas w rejonie ulicy Dizengoffa, przy porcie Tel Awiwu.
W 1959 Centrum zostało przeniesione na swoje obecne miejsce, na północ od Parku Jarkon. Od 1970 istnieje tutaj wesołe miasteczko Luna Park Tel Awiw. W 1983 otworzono duże Centrum Kongresowe. Pod koniec 2003 otworzono Pawilon 1, natomiast w 2015 został oddany do użytku Pawilon 2. Centrum posiada 20 000 m² powierzchni wystawienniczej. Jest to największy tego rodzaju obiekt w Izraelu i we wschodnim basenie Morza Śródziemnego.

## Wykorzystanie
Na terenie Centrum są organizowane liczne wystawy o charakterze ekonomicznym. Dodatkowo budynki są wykorzystywane do szeroko rozumianej działalności kulturalno-rekreacyjnej. Są tutaj organizowane spektakle kulturalne, pokazy filmów, imprezy biznesowe, pokazy mody oraz różnego typu imprezy prywatne.
Najważniejszą imprezą odbywającą się każdego roku jest Wystawa Jubileuszowa, organizowana w każdą rocznicę powstania Państwa Izraela. Są to targi międzynarodowe, podczas których prezentowane są pojazdy, osiągnięcia naukowe, rozwiązania rolnicze, komunikacyjne i wiele innych.
Kilkakrotnie Centrum Kongresowe było wykorzystywane przez partie polityczne. Między innymi w 1997 odbyła się tutaj Konferencja Likudu.

## Rozrywka
Poza imprezami targowymi odbywają się tutaj także liczne koncerty. Na tutejszych scenach wystąpili między innymi: Pet Shop Boys, Faith No More, Iggy Pop i The Stooges, Dream Theater, Chris Cornell, Morrissey, Nine Inch Nails, Kaiser Chiefs, Lady Gaga, Simple Plan, Erykah Badu, MGMT, Balkan Beat Box oraz Tokio Hotel.
Istnieje tutaj duży kompleks wesołego miasteczka Luna Park Tel Awiw. Jest to jedno z najbardziej popularnych wesołych miasteczek w Izraelu. Na powierzchni ponad 12 akrów terenów zielonych umieszczono liczne atrakcje dla dzieci.
W 2019 odbył się tu 64. Konkurs Piosenki Eurowizji.

## Transport
W celu poprawienia komunikacji w obrębie Centrum, w 2000 uruchomiono położoną tuż obok stację kolejową Tel Awiw Uniwersytet obsługiwaną przez Rakewet Jisra’el. Stacja jest tak zbudowana, że posiada dwa wyjścia: na Centrum Targi Izraela i na Kampus Uniwersytetu Telawiwskiego.